# Empis moiwasana
Empis moiwasana är en tvåvingeart som först beskrevs av Matsumura 1915.  Empis moiwasana ingår i släktet Empis och familjen dansflugor. Inga underarter finns listade i Catalogue of Life.